# Daniel Hiester

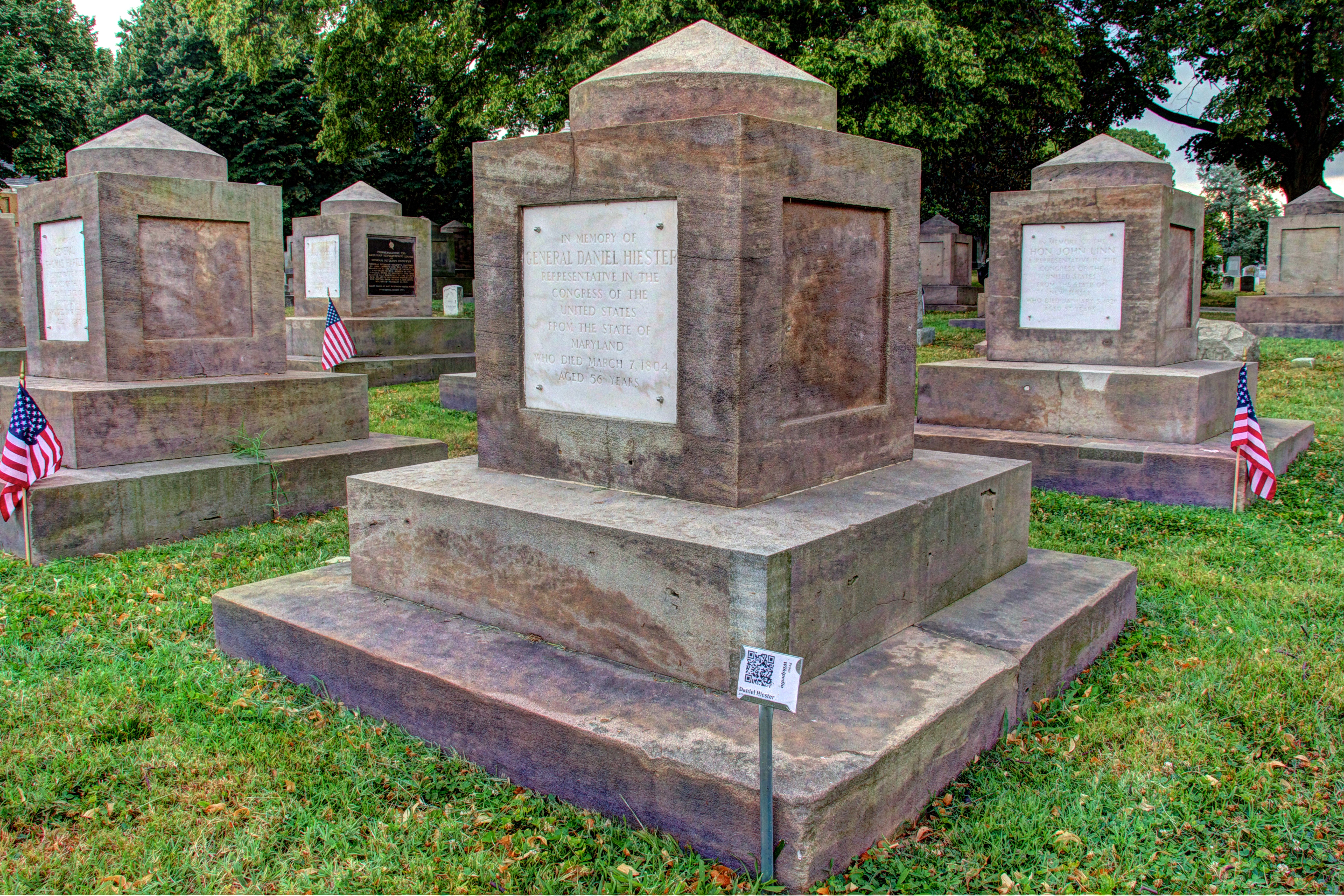
Cenotafi de Hiester al Congressional Cemetery (Cementiri del Congrés), Washington DC

Daniel Hiester (25 de juny de 1747 - 7 de març de 1804) va ser un líder polític i militar nord-americà des del període de la Guerra d'Independència fins a principis del segle XIX. Nascut al comtat de Berks a l'actualPennsilvània, va ser membre de la dinastia política de la família Hiester. Era germà de John Hiester i Gabriel Hiester, cosí de Joseph Hiester, i l'oncle de William Hiester i del diputat nord-americà Daniel Hiester (1774–1834).

## Biografia
El pare de Hiester, també anomenat Daniel Hiester, va emigrar de Silèsia el 1737 i es va establir a Goshenhoppen (ara Bally), Pennsilvània, després de comprar un terreny de diversos milers d'acres al comtat de Berks. Després de completar la seva educació, Daniel Hiester es va dedicar al negoci mercantil al comtat de Montgomery, Pennsilvània. Tenia, també, esclaus.
Durant la revolució americana, Hiester va servir com a coronel i, més tard, com a general de brigada de la milícia de Pennsilvanià. Va ser membre de l'Assemblea General de Pennsilvània de 1778 a 1781. El 1784 va ser elegit per al consell executiu suprem de Pennsilvània. Més tard, al 1787, va ser nomenat comissari per negociar la disputa de reclamacions de terres de Connecticut.
Hiester també va ser elegit a la Cambra de Representants dels Estats Units en representació de Pennsilvània, servint des del 4 de març de 1789 fins a la seva dimissió l'1 de juliol de 1796. Després es va traslladar a Hagerstown, Maryland, i va ser escollit novament a la Cambra, representant aquest cop Maryland, i servint des del 4 de març de 1801 fins a la seva mort a Washington, DC, el 7 de març de 1804. Va ser un dels que van votar per traslladar la capital dels Estats Units de Filadèlfia a un lloc del Potomac, que després va rebre el nom de Washington, DC.
Va ser enterrat al Zion Reformed Graveyard a Hagerstown, Maryland, i té un cenotafi al cementiri del Congrés de Washington.